# Platycoma curiosa
Platycoma curiosa är en rundmaskart som först beskrevs av Gerlach 1955.  Platycoma curiosa ingår i släktet Platycoma och familjen Leptosomatidae. Inga underarter finns listade i Catalogue of Life.